# Hans Sellschopp
Hans Sellschopp (vollständig Hans Karl/Carl Wilhelm Max Heinrich Sellschopp; * 16. April 1891 in Schwerin; † 5. August 1978 in Bottighofen) war ein deutscher Kaufmann und nationalsozialistischer Kulturfunktionär, der sich nach dem Zweiten Weltkrieg als Konzertvermittler um die Versöhnung zwischen Deutschland und dem Vereinigten Königreich verdient machte.

## Leben

### Herkunft und Ausbildung

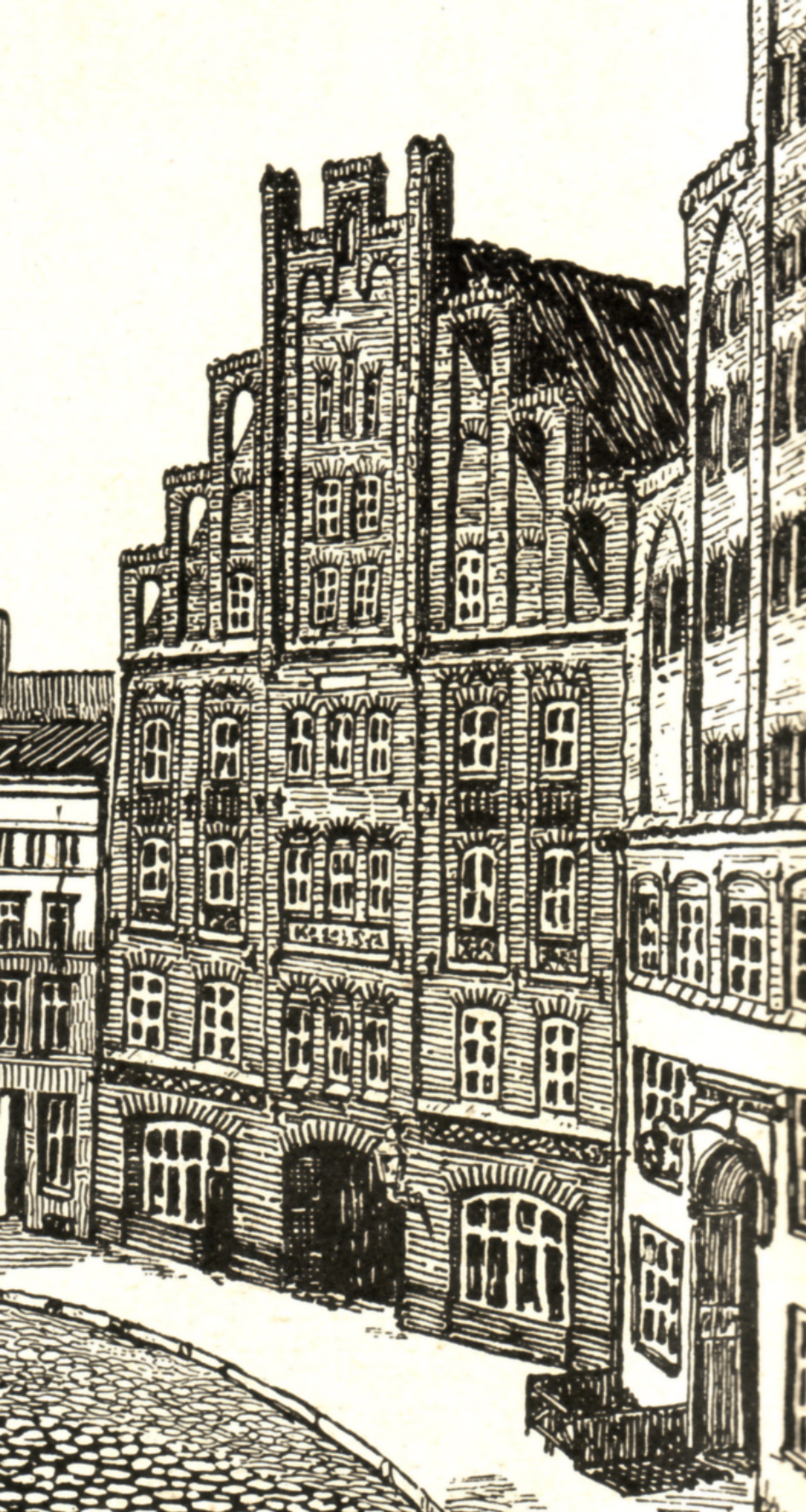
Schmiedestraße Nr. 5 und 7, Weinhandlung Engelhardt und Söhne

Nr. 7 mit Weintraube als Nasenschild über dem Portal

Sellschopp war ein Sohn des Kaufmanns Paul Karl Friedrich Martin Sellschop (1857–1938) und seiner Frau Marie, geb. Bühring (1868–1945), einer Tochter des Schweriner Hofpianisten Theodor Bühring. Der Schweriner Weinhändler Konsul Carl Bühring, seit 1891 Inhaber des Weinhauses Uhle, war sein Onkel.
Er wuchs in Lübeck auf und besuchte die Oberrealschule zum Dom. Nach musikalischem Privatunterricht studierte er zunächst an der Akademie für Tonkunst in München und dann drei Semester Rechtswissenschaften. Als Kaufmann wurde er Teilhaber der väterlichen Weinhandlung Engelhardt und Söhne in Lübeck. Die Firma hatte ihren Sitz in zwei repräsentativen Bürgerhäusern in der Schmiedestraße 5–7 der Lübecker Altstadt. Beide Häuser wurden 1942 beim Luftangriff auf Lübeck zerstört.
Am Ersten Weltkrieg nahm er als Kriegsfreiwilliger teil. Er wurde 1914 Leutnant und 1920 als Oberleutnant entlassen.
Sellschopp war langjähriges Mitglied und Schriftführer im Verein der Musikfreunde. Der Verein unterhielt bis 1921 das Lübecker Symphonieorchester und war Arbeitgeber seiner Dirigenten, darunter Hermann Abendroth (1905–1911) und Wilhelm Furtwängler (1911–1915). Besonders mit Furtwängler verband Sellschopp eine lange Freundschaft, die offenbar auf Furtwänglers Lübecker Zeit zurückging.

### Zeit des Nationalsozialismus
Nachdem Hans Sellschopp noch in der Weimarer Republik am 1. Dezember 1931 der NSDAP beigetreten war (Mitgliedsnummer 853.378), wurde er 1932 Leiter der Ortsgruppe Lübeck des völkischen Kampfbunds für deutsche Kultur. Er wurde Mitglied der SS (SS-Nummer 340.763) und erreichte in ihr 1941 den Rang eines SS-Sturmbannführers.
Als Lübecker Vorsitzender des Kampfbunds für deutsche Kultur betrieb er im Frühjahr 1933 aktiv die Gleichschaltung der Gesellschaft zur Beförderung gemeinnütziger Tätigkeit. Auf Vorschlag des Senats wählte ihn die Beratungsversammlung am 31. Juli 1933 mit knapper Mehrheit zum Direktor der Gesellschaft und übertrug ihm erweiterte Befugnisse nach dem Führerprinzip; er übte dieses Amt bis 1937 aus. Sein Nachfolger, der Kreisleiter Otto Clausen, berief ihn zum Mitglied der Vorsteherschaft, was er bis 1945 blieb. Als 1934 das Amt eines Städtischen Musikbeauftragten für Lübeck geschaffen wurde, wurde es Sellschopp übertragen.

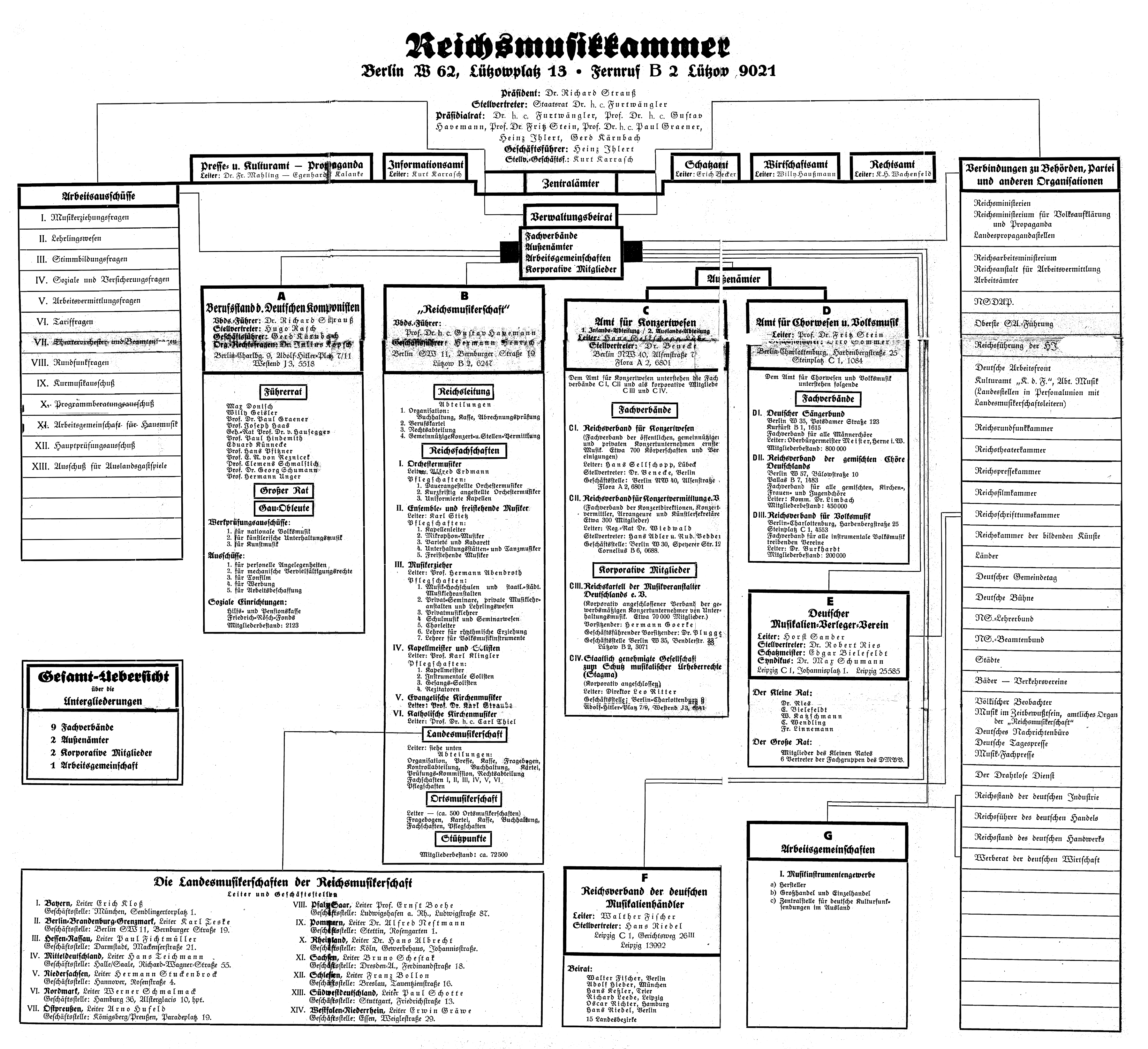
Organigramm der Reichsmusikkammer 1934 mit Hans Sellschopp als Leiter der Abteilung C Amt für Konzertwesen und des Fachverbands CI Reichsverband für Konzertwesen.

Seit Juli 1933 war er Mitglied im Ausschuß für Programmberatung, der nach seinem Vorsitzenden auch Furtwängler-Ausschuß genannt wurde. Der Ausschuss war vom Preußischen Kultusministerium eingesetzt und vom Reichsministerium für Volksaufklärung und Propaganda für das Reichsgebiet anerkannt worden; seine Aufgabe war, darauf hinzuwirken, dass in Konzerten deutsche Musik und deutsche Künstler bevorzugt würden. Ziel der Beratung war tatsächlich Kontrolle und Gleichschaltung. Im April 1934 wurde diese Kommission von der Reichsmusikkammer übernommen. Richard Strauss als deren Präsident bestätigte ihn mit Furtwängler und Sellschopp sowie Wilhelm Backhaus, Georg Kulenkampff, Siegmund von Hausegger und Hugo Rasch als Mitgliedern. Ebenfalls im Frühjahr 1934 war er kurzfristig als Kandidat für das Amt des Kaufmännischen Geschäftsführers der Berliner Philharmoniker im Gespräch.
In der Reichsmusikkammer wurde Sellschopp im Dezember 1934 Führer des Reichsverbands für das Konzertwesen sowie Leiter des Amts für Konzertwesen. Damit kontrollierte er alle etwa 700 Körperschaften, Vereinigungen, Unternehmen und Personen, die auf dem Gebiet des Konzertwesens einschließlich der Vermittlung tätig waren. Zu seinem Verantwortungsbereich gehörte die Auslandsabteilung, die lediglich aus Tarnungsgründen als nachgeordnete Stelle der Reichsmusikkammer aufgezogen wurde, aber seit ihrer Gründung insgeheim eine musikpolitische Auslandsinstitution des Propagandaministeriums war.
1935 war Sellschopp einer der Organisatoren des Nordischen Musikfestes der Nordischen Gesellschaft in Lübeck. Beim Eröffnungskonzert am 26. Juni 1935 in Anwesenheit von Alfred Rosenberg dirigierte Wilhelm Furtwängler die Berliner Philharmoniker mit der Siebten Symphonie von Jean Sibelius. Mit den Rücktritten von Furtwängler und Strauss sank sein Einfluss in der Reichsmusikkammer. Ab 1936 war er nur noch Leiter der Fachschaft I – Veranstalter – der Reichsfachschaft Konzertwesen, während das übergeordnete Amt für Konzertwesen nun vom Frankfurter Oberbürgermeister Friedrich Krebs geleitet wurde, sowie der Abt. VIII (Ausland) der Reichsmusikkammer. 1937/38 wurde die Auslandsstelle offen dem Reichspropagandaministerium zugeordnet, erhielt die Rechtsform eines eingetragenen Vereins, und Sellschopp unterstand seither dem General-Intendanten Heinz Drewes (1903–1980), dem Leiter der Musikabteilung im Propagandaministerium, was zu Streitereien führte. 1938 organisierte er die Tournee der Berliner Philharmoniker in das faschistische Italien. Der Aktionsraum seiner Dienststelle beschränkte sich mit Kriegsausbruch zunehmend auf mit dem Deutschen Reich verbündete Länder und von diesem besetzte Gebiete. 1941 hatte die Auslandsabteilung einen Stab von neun Mitarbeitern. Sie leistete, so ein Prüfungsbericht des Ministeriums 1943, „großzügige und wertvolle Kulturarbeit mit verhältnismäßig kleinem Aufwand“. Nach Sellschopps eigener Darstellung kam es jedoch zu einem Konflikt mit dem Reichspropagandaministerium, der mit seiner fristlosen Entlassung endete.

### Nachkriegszeit
Nach dem Ende des Zweiten Weltkriegs lebte Sellschopp in der Schweiz und in Freiburg im Breisgau. Entsprechend erfolgte seine Entnazifizierung durch die Spruchkammer Südbaden. Er betätigte sich nun freiberuflich als Konzertvermittler und organisierte 1949 eine Konzertreise des Zürcher Kammerorchesters nach Stuttgart und Tübingen. Sein besonderes Engagement galt den Konzerten im Kloster Ottobeuren. Die Chronik zum 60-jährigen Bestehen der Ottobeurer Konzerte bezeichnete es als „Glücksfall, mit diesem Mann den Leitgedanken ‚Musik verbindet die Völker‘ umsetzen zu können“. In Dankbarkeit für seine Verdienste um die Ottobeurer Konzerte verlieh ihm der Markt Ottobeuren ihm am 9. Februar 1971 die Ehrenbürgerwürde.
1962 kam er erstmals nach Coventry, wo er an einem Versöhnungsgottesdienst in der Coventry Cathedral sowie an einem von Eugen Jochum dirigierten Konzert teilnahm. Sellschopp entwickelte danach eine Vision vom Geist von Coventry, der der Versöhnung zwischen Großbritannien und Deutschland dienen sollte. Ihm gelang es, zur 1200-Jahr-Feier von Ottobeuren eine Aufführung des War Requiems von Benjamin Britten unter Leitung des Komponisten in Ottobeuren zu organisieren. Bei der Feier am 5./6. September 1964 in Anwesenheit von Bundespräsident Heinrich Lübke und der Herzogin von Kent überreichte Dompropst Williams ein Nagelkreuz von Coventry an die Abtei. 1967 folgte die Deutsch-Französische Begegnung in Ottobeuren, und 1970 organisierte er die erste Europäische Begegnung. 1973 gehörte Sellschopp mit Franz Freiherr von Hammerstein-Equord, Abt Vitalis Maier und anderen zu der ersten Gruppe, die als Companions of the Order of the Cross of Nails geehrt wurden. Für die Kathedrale galt er als God’s Music Ambassador for International Reconciliation. Im Juni 1977 eröffnete er als old friend das Centre for Social and International Reconciliation (CSIR; Zentrum für Soziale und Internationale Versöhnung) an der Kathedrale von Coventry.

### Familie
Er war seit 1931 verheiratet mit Ingeborg, geb. Cuwie (1908–2002), einer Tochter des Lübecker Holzhändlers Johannes Ludwig Cuwie (1878–1963) und seiner Frau Anna Johanna Caroline, geb. Evers (1885–1959). Ein Sohn des Paares war der deutsche Versicherungsmanager und ehemalige Vorstandsmitglied der Münchener Rückversicherungs-Gesellschaft Hans-Dieter Sellschopp (* 18. Januar 1934; † 25. Oktober 2015).

## Auszeichnungen
- Orden der Krone von Italien, Großoffizier[29]
- 1973: Companion of the Order of the Cross of Nails